# Sandförmchen

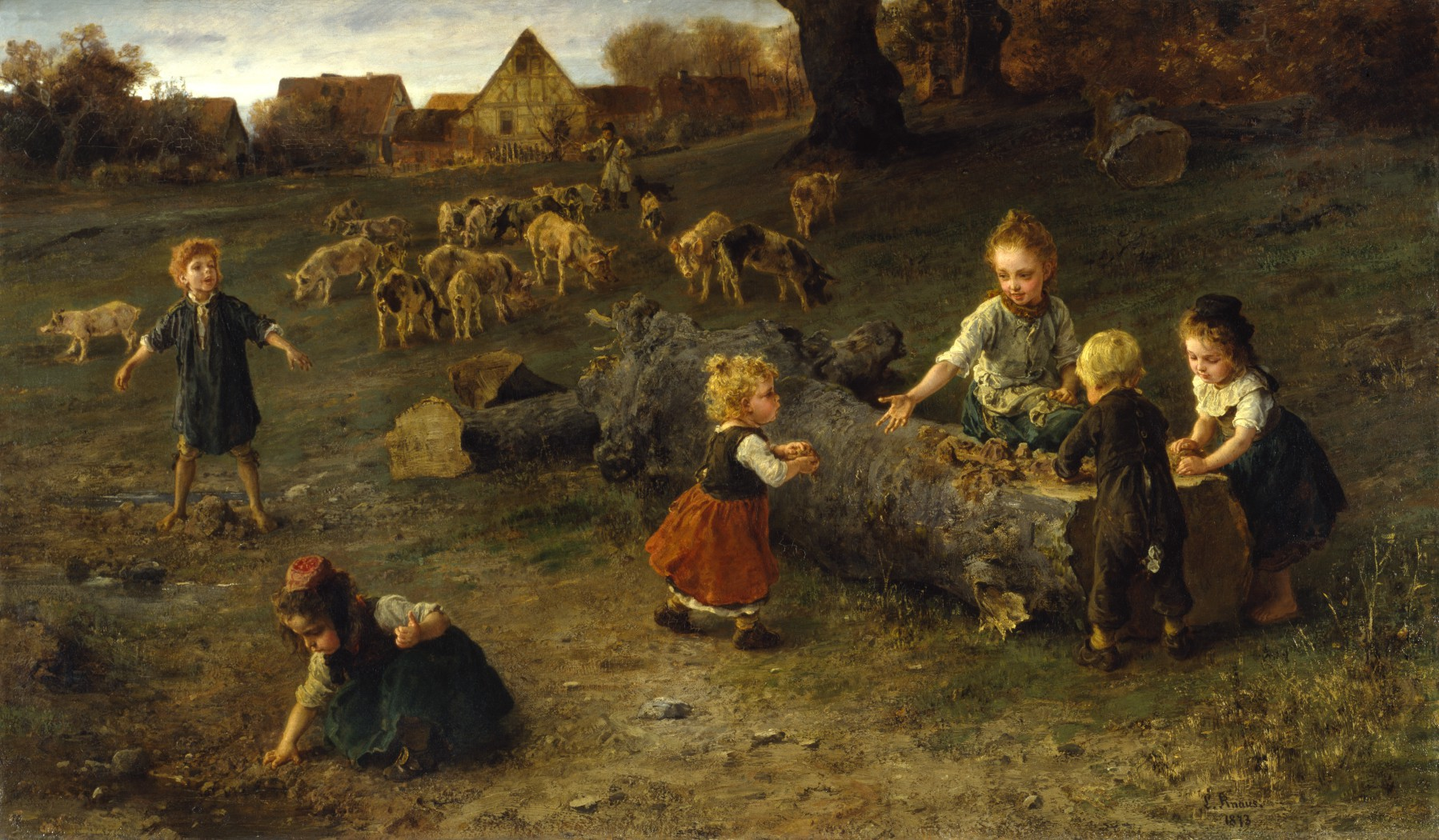
Ludwig Knaus – Sandkuchen backen (1873)

Ein Sandförmchen oder Sandspielzeug ist ein schalenartiges Spielzeug, welches meistens ähnlich wie eine Kuchenform gestaltet ist und dem Formen von Sandkuchen, Sandfiguren oder dem Bau von Sandburgen dient. Wird es mit feuchtem Sand gefüllt und auf einer festen, geraden Fläche anschließend vom Sand nach oben abgezogen, bleibt eine Sandfigur in der Form des Förmchens zurück. Zu den Sandspielzeugen gehören neben den Förmchen auch Sandeimer, kleine Schaufeln, Harken sowie Siebe und Gießkannen.
Neben der Herstellung aus Kunststoff sind auch Sandspielzeuge aus gebogenem oder gestanztem Blech bekannt.

Sandspielzeug
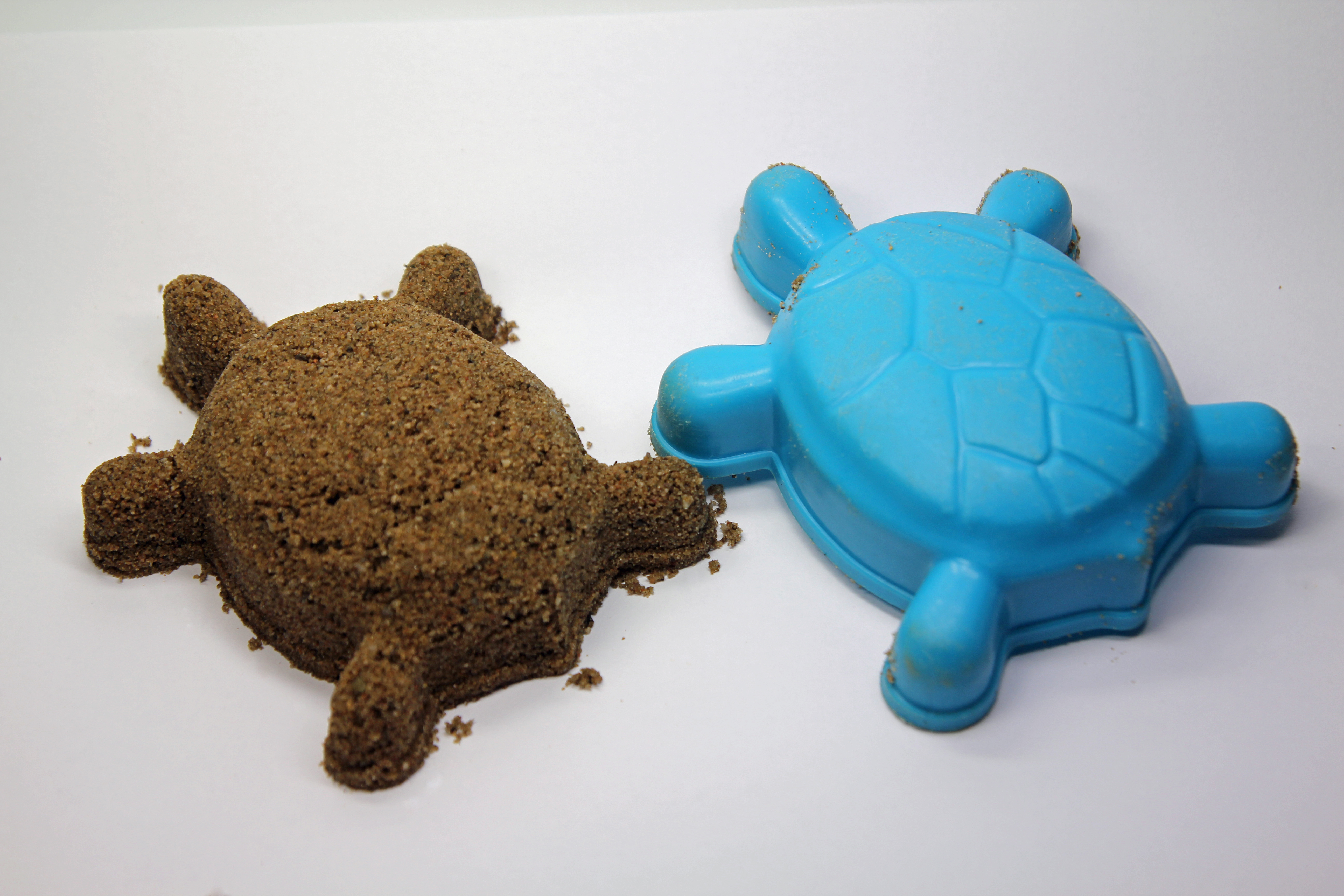
Förmchen in Form einer Schildkröte
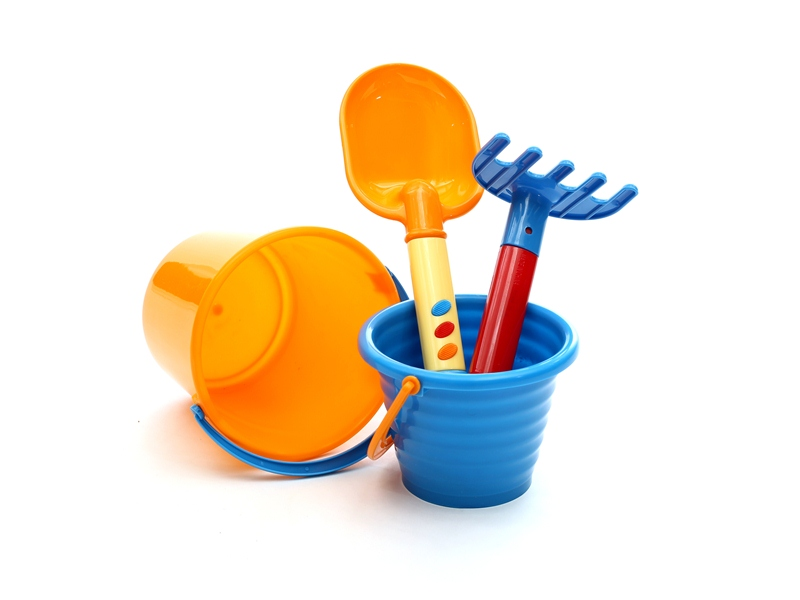
Eimer mit Schaufel und Harke
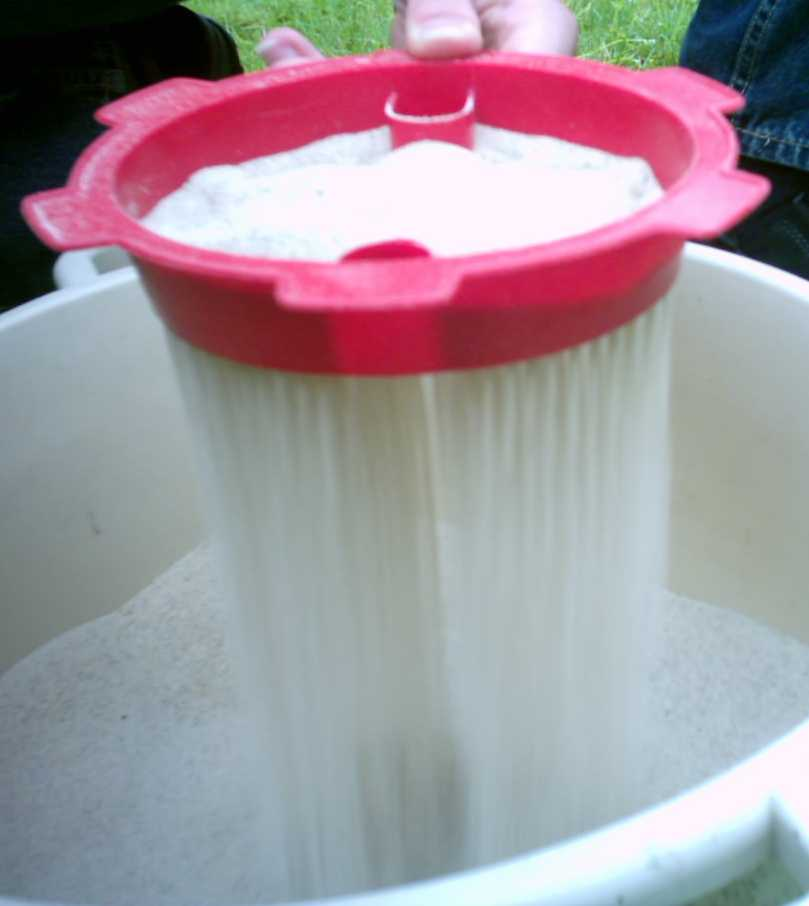
Sieb für trockenen Sand